# Partula aurantia
Partula aurantia foi uma espécie de molusco gastrópode terrestre da família Partulidae.
Foi endémica da Polinésia Francesa, em Moorea. Está extinta como resultado da introdução da espécie predadora Euglandina rosea, com o último animal morto em cativeiro na década de 1990.